# Aderstall
Aderstall war ein Gemeindeteil von Griffenwang im ehemaligen Landkreis Parsberg und ist im Truppenübungsplatz Hohenfels abgegangen.

## Geographische Lage
Der Ort lag auf im Oberpfälzer Jura der Fränkischen Alb ca. 465 m über NHN ca. 1 km südlich des Tales der Lauterach, umgeben von mehreren Erhebungen, dem nördlich gelegenen Aderstaller Berg mit 534 m über NHN als der höchsten Erhebung. Adelstall war straßenmäßig mit dem Gemeindesitz Griffenwang im Südwesten und mit Allersburg links der Lauterach verbunden.

## Geschichte
Auf dem Adelstaller Berg ist eine vor- und frühgeschichtliche Wallburg nachweisbar. In der Wüstung Aderstall befinden sich untertägig mittelalterliche und frühneuzeitliche Befunde.
Aderstall ist 1325/26 in der ersten Güterbeschreibung des Benediktinerklosters Kastl genannt. Die Ansiedelung unterstand dem Pflegamt Hohenburg des Hochstiftes Regensburg. Im 16. Jahrhundert saß hier die Untertanenfamilie Leitgeb. In der Pfalz-Neuburger Landesaufnahme aus dem Jahr 1600 von Christoph Vogel ist die Einöde als „Alter Stall“ im Bereich des Amtes Hohenburg eingezeichnet.  Gegen Ende des Alten Reiches, um 1800, unterstand Aderstall, aus einem Ganzhof des Untertanen Reindl bestehend, nach wie vor dem hochstiftischen Hohenburg.
Durch das Königreich Bayern (1806)  wurde um 1810 der Steuerdistrikt Griffenwang gebildet und 1811 zum Landgericht Parsberg gegeben. Diesem gehörten die Dörfer Griffenwang und Kittensee sowie die Einöden Aderstall, Neudiesenhof, Oberkeitenthal, Schauerstein und Unterkeitenthal an. Mit dem zweiten bayerischen Gemeindeedikt von 1818 wurde daraus eine Ruralgemeinde. Im Zuge der Bildung eines Truppenübungsplatzes für US- und NATO-Truppen wurde die zwischenzeitlich dem Landkreis Parsberg angehörende Gemeinde von der Größe von 1083,39 ha mit den sechs Orten Aderstall, Griffenwang, Kittensse, Oberkeitenthal, Schauerstein und Unterkeitenthal bis zum 1. Oktober 1951 geräumt und ihre Bewohner umgesiedelt. Die noch formal bestehende Gemeinde Griffenwang wurde zum 1. Oktober 1970 nach Velburg eingemeindet. Der Gemeindename wurde aufgehoben.
In der Einöde wohnten
- 1838: 7 Einwohner (2 Häuser; Ortsname „Attestall“)[12]
- 1867: 11 Einwohner (4 Gebäude)[13]
- 1871: 12 Einwohner (6 Gebäude; Großviehbestand 1873: 18 Stück Rindvieh)[14]
- 1900: 10 Einwohner (2 Wohngebäude)[15]
- 1925: 13 Einwohner (2 Wohngebäude)[16]
- 1950: 11 Einwohner (2 Wohngebäude)[17]

## Kirchliche Verhältnisse
Der Ort gehörte zur katholischen Pfarrei Utzenhofen im Bistum Regensburg, Dekanat Allersburg.  Die Kinder gingen im 19. Jahrhundert 3 km zur katholischen Schule in Ransbach im Lauterach-Tal, um 1950 nach Allersburg.